# Pernilla Lindkvist
Pernilla Lindkvist, född 19 september 1980, är en svensk författare inom feelgoodgenren.